# Porta Camollia

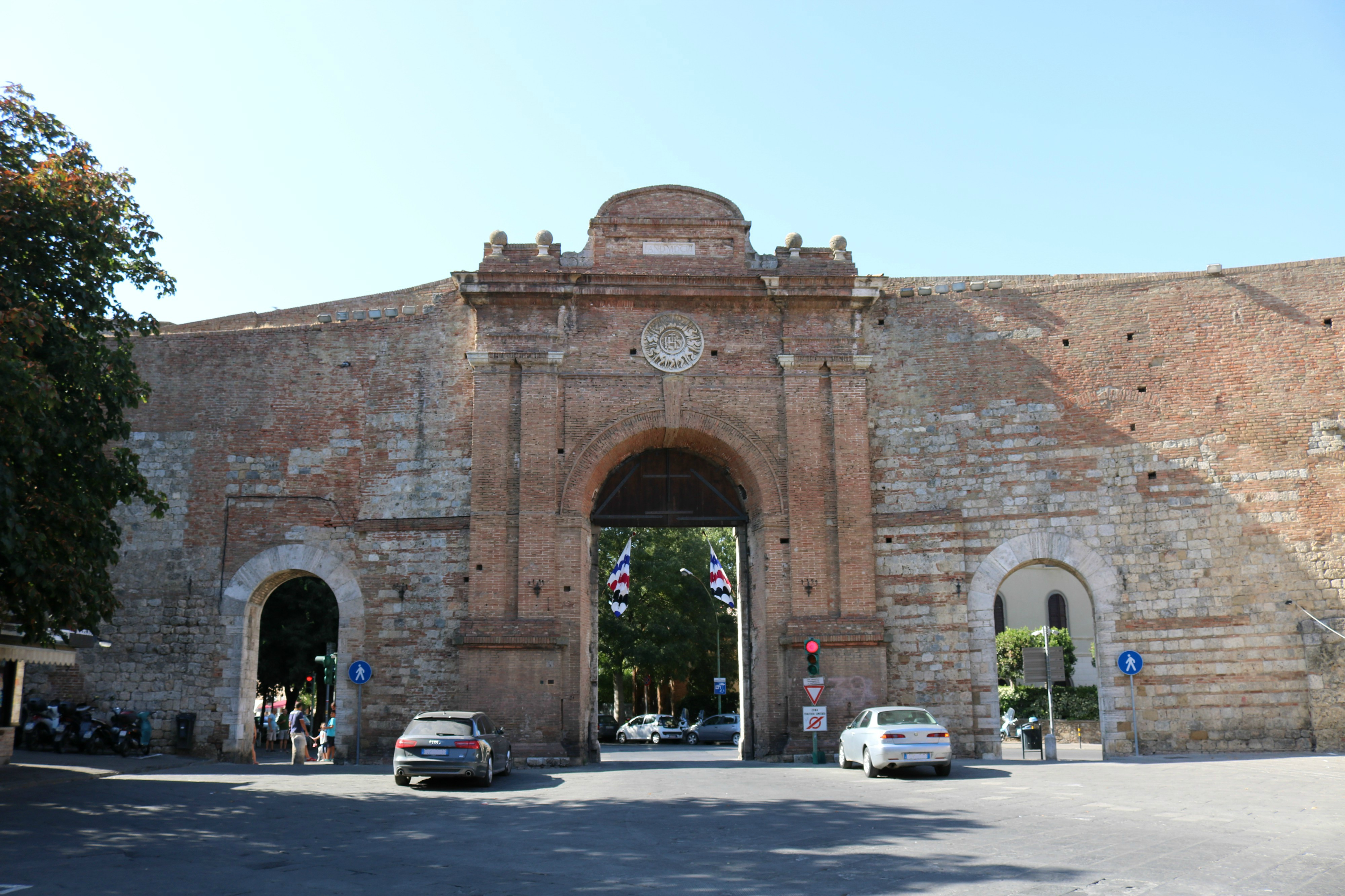
Porta Camollia, interno

Porta Camollìa è una porta cittadina nelle mura di Siena. È situata alla fine di via di Camollia, nel territorio della Contrada Sovrana dell'Istrice.

## Storia e descrizione
(Iscrizione su Porta Camollia, Siena)
Il nome della porta si lega alla leggenda della fondazione di Siena, secondo la quale nell VII secolo a.C. Romolo avrebbe inviato Camulio per catturare i nipoti Senio e Ascanio. Il condottiero Camulio si stabilì con il proprio accampamento nella zona dove sorge l'attuale Porta.
Nel corso dei secoli Porta Camollia fu la porta più difesa della città di Siena, essendo la porta cittadina d'ingresso per chi proveniva da Firenze. L'attuale costruzione risale  al 1604: l'originale Porta costruita nel XIII secolo venne infatti distrutta durante l'assedio di Siena del 1555. Fu progettata da Alessandro Casolani, e decorata dallo scultore Domenico Cafaggi.
A sostegno della sua funzione difensiva, nel 1270 le venne costruito poco distante l'Antiporto di Camollia, un'ulteriore protezione all'ingresso settentrionale della città.